# Asteriornis maastrichtensis
Asteriornis maastrichtensis — викопний вид кілегрудих птахів, що існував наприкінці крейдового періоду (66,7 млн років тому). Описаний у 2020 році.

## Відкриття
Рештки птаха виявив у 2000 році палеонтолог-аматор Мартен ван Дінтер. Він знайшов їх у відкладеннях Маастрихтської формації поблизу міста Ебен-Емаель в провінції Льєж на сході Бельгії. Було виявлено майже повний череп та фрагменти великогомілкової і променевої кісток. Зразки палеонтолог передав на зберігання в Маастрихтський природознавчий музей.
На основі решток у 2020 році описано новий рід та вид Asteriornis maastrichtensis. Родова назва Asteriornis дана на честь Астерії, дочки титана Кея і Феби, яка рятуючись від переслідувань Зевса, обернулася на перепілку. Видовий епітет maastrichtensis вказує на типове місцезнаходження.

## Опис
Невеликий птах, вагою до 400 г. Будова кінцівок вказує на те, що він був наземним птахом. Оскільки в цей час Європа була архіпелагом серед мілководного моря, ймовірно, що птах жив вздовж морського узбережжя.

## Класифікація
Згідно з філогенетичним аналізом, вид є базальним представником клади Pangalloanserae, тобто сестринським таксоном до надряду Galloanserae, що означає, що він був далеким родичем загального предка куроподібних (Galliformes) і гусеподібних (Anseriformes). Згідно з іншим філогенетичним підходом вид розміщують в межах Galloanserae, зокрема як сестринський таксон до Galliformes. Це означає, що вид тісніше пов'язаний з куроподібними, ніж з гусеподібними, але він не є прямим предком куроподібних.